# Барбоза, Элдер
Э́лдер Жо́ржи Леа́л Родри́гиш Барбо́за (порт. Hélder Jorge Leal Rodrigues Barbosa; 25 марта 1987, Паредеш) — португальский футболист, полузащитник клуба «Варзин».

## Клубная карьера
Элдер — воспитанник «Порту». В конце сезона 2005/06 он дебютировал за свой клуб в матче против «Боавишты». Затем большую часть контракта с «драконами» игрок провёл в аренде, поиграв за «Академику», «Трофенсе» и «Виторию». В январе 2008 года Элдер вернулся из аренды, чтобы заменить отбывшего на Кубок Африканских Наций Тарика Сектьюи. 2 июля 2010 года Элдер подписал трёхлетний контракт с «Брагой». После ухода из команды Матеуса он стал твёрдым игроком основы.

## Карьера в сборной
14 ноября 2012 года Элдер дебютировал за сборную Португалии в матче против национальной сборной Габона.

### Матчи за сборную Португалии
| Матчи и голы Барбозы за сборную Португалии | Матчи и голы Барбозы за сборную Португалии | Матчи и голы Барбозы за сборную Португалии | Матчи и голы Барбозы за сборную Португалии | Матчи и голы Барбозы за сборную Португалии | Матчи и голы Барбозы за сборную Португалии |
| ------------------------------------------ | ------------------------------------------ | ------------------------------------------ | ------------------------------------------ | ------------------------------------------ | ------------------------------------------ |
| №                                          | Дата                                       | Соперник                                   | Счёт                                       | Голы Барбозы                               | Соревнование                               |
| 1                                          | 14 ноября 2012                             | Габон                                      | 2:2                                        | -                                          | Товарищеский матч                          |

Итого: 1 матч / 0 голов; 0 побед, 1 ничья, 0 поражений.

## Достижения
- Обладатель Кубка португальской лиги: 2012/13
- Обладатель Кубка Турции: 2017/18